# Montelavar
Montelavar é uma vila portuguesa que é sede da Freguesia de Montelavar do Município de Sintra, no Distrito de Lisboa, tendo pertencido à antiga província da Estremadura. A freguesia que tem 11,44 km² de área e 4 034 habitantes (2021), tem, por isso uma densidade populacional de 352,62 hab/km², tendo 170 metros de altitude média.
No início do século XV, no reinado de D. Manuel I, a povoação é elevada a sede de freguesia, tendo em 12 de Junho de 2009 sido elevada à categoria de vila.
Em 2013, no âmbito da reforma administrativa, a Freguesia de Montelavar foi anexada às freguesias de Pero Pinheiro e Almargem do Bispo, criando-se a nova União de Freguesias de Almargem do Bispo, Pero Pinheiro e Montelavar.
Mas fruto do movimento popular, a 17 de Janeiro de 2025, a Assembleia da República deliberou repor a Freguesia de Montelavar, reconhecendo o erro da agregação. A 6 de março do mesmo ano, a Assembleia da República reconfirmou o diploma após este ter sido vetado pelo Presidente da República. 
A 25 de junho de 2025 tomou posse a comissão instaladora da Freguesia. 

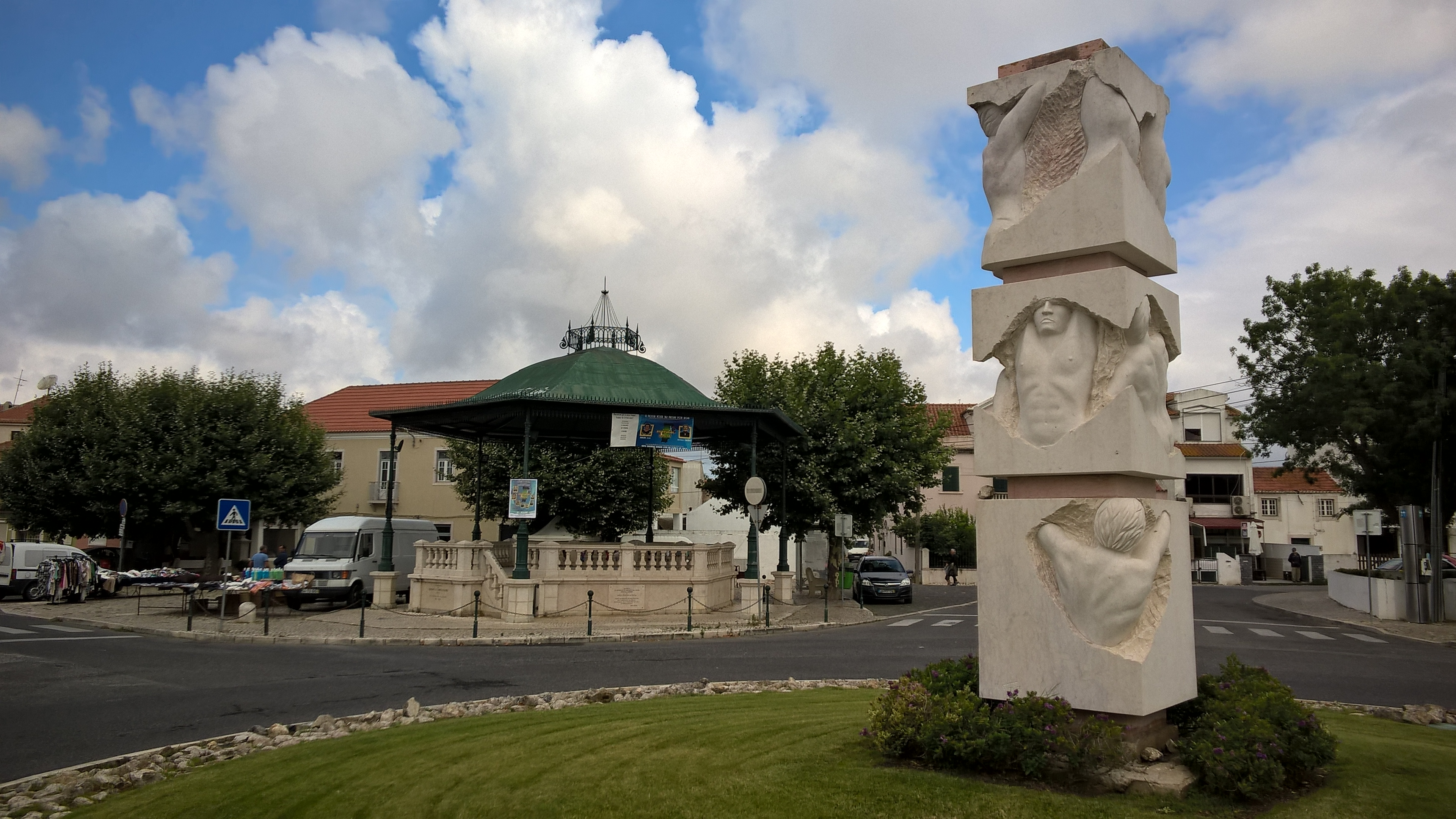
Largo Vasco Dias, em Montelavar, com a obra "Evolução".

## História
Montelavar e os seus arredores localizam-se a norte e a leste da serra de Sintra, nos limites do Município de Sintra. Desde tempos remotos que esta localidade é habitada. Já na Pré-História, mais propriamente no Neolítico verifica-se a fixação de povoados provisórios em seu redor. O motivo desta fixação pode ter sido devido a aspectos de ordem geográfica (os solos, o clima, a água…), ou ainda ligados à magnetização e aos astros.

Dentro das primeiras actividades, pode concluir-se pela observação de materiais arqueológicos, que estes primeiros habitantes de Montelavar tinham como base de sobrevivência a caça e a criação de animais. A agricultura nesta altura não nos aparece como actividade principal, talvez devido à fraca produção dos solos, que ainda hoje se verifica. No século I a.C. verifica-se a ocupação de toda a região pelos romanos. É a partir desta altura que Montelavar é integrada nos agri (campos) do Município Olisiponense, cuja sede, Olisipo, corresponde à actual Lisboa. Olisipo e seus agri constituíam, pois, um município de direito romano, invejável estatuto único na Lusitânia, além de relativamente raro no resto da península, o qual parece ter sido atribuído ainda por César, talvez no ano de 49 a.c.

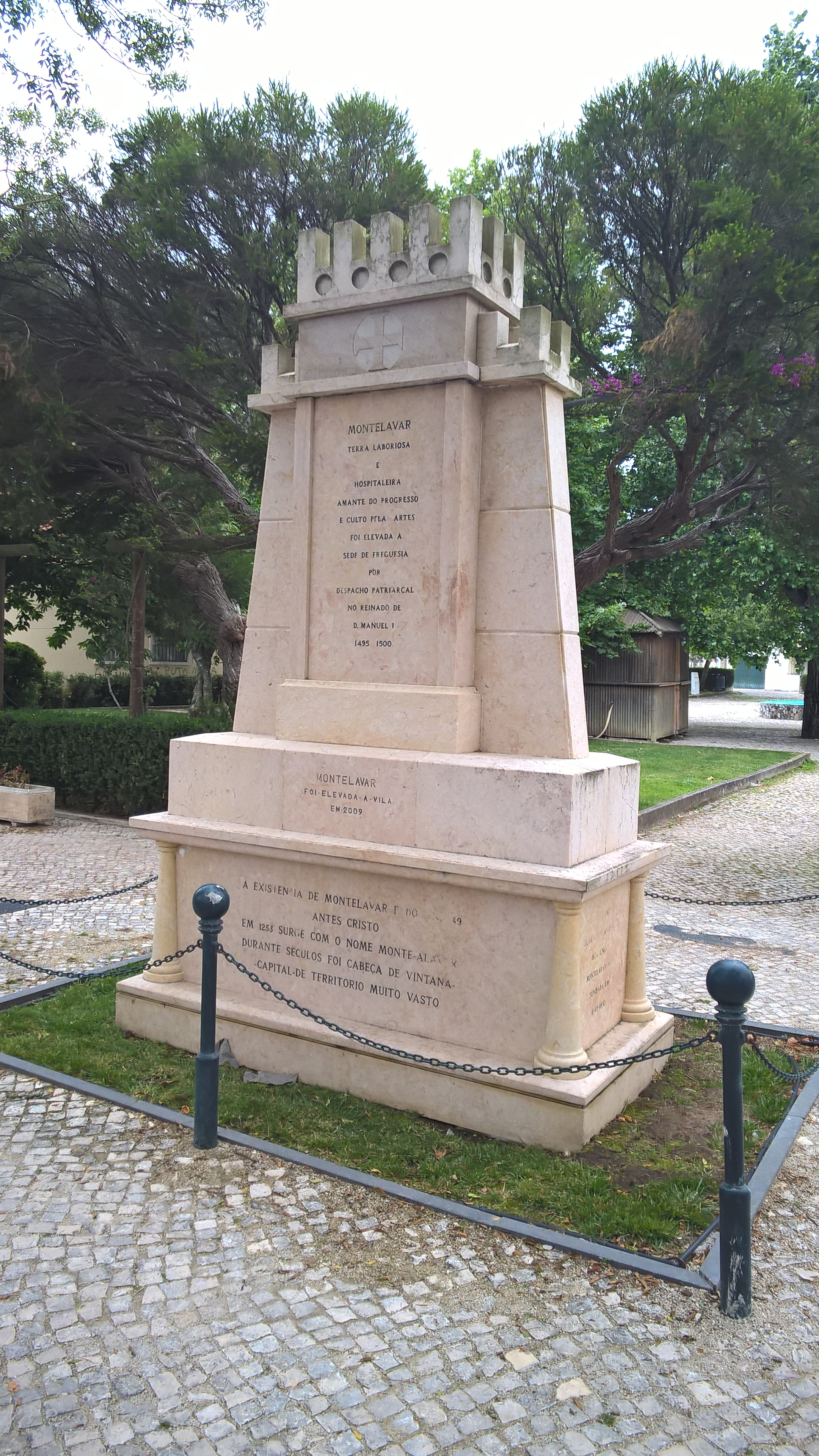
Padrão

Dentro do espólio arqueológico regional, permite supor que Montelavar tenha sofrido forte romanização pelo menos desde meados do século I a. C., tratando-se de um significativo grupo de inscrições funerárias que fornecem os nomes, relações familiares e outros dados. Eis alguns nomes encontrados em cipos funerários (feitos por canteiros romanos): Júlia Severa, Gaio Júlio, Marcos Fábio, Júlia Severa Audaloa.
Segundo a tradição popular, o primitivo local do "habitat" em estudo erguia-se no Outeiro, colina sobranceira ao povoado. Porém, são já da época romana os vestígios arqueológicos seguros e abundantes que conhecemos em Montelavar, vestígios que surgem fora do Outeiro, em concreto na proximidade da Rua do Espírito Santo e em toda a sua extensão, desde o interior da povoação aos descampados conhecidos por limites de Abremum. De realçar também, terem sido os romanos a implementar a exploração dos jazigos da região.
Mais tarde e já no período da ocupação Árabe, Montelavar observa uma decadência da exploração dos seus mármores retornando à actividade agrícola. Os costumes e as tradições dos habitantes de Montelavar praticamente não são alterados limitando-se o ocupante a governar politicamente. De salientar que a ocupação da região foi pacífica. Nos séculos que se seguiram, durante a Idade Média, o povoado presencia a construção de uma Albergaria com fins religiosos.
No início do século XV, no reinado de D. Manuel I, a povoação é elevada a freguesia. Após esta data ressurge muito lentamente a exploração do mármore, até que no século XVIII, nomeadamente com a construção do convento de Mafra e a recuperação da cidade de Lisboa após o terramoto, a extração do mármore torna-se a principal atividade. Verifica-se também um forte aumento populacional com a chegada de canteiros de outras regiões do país. Nos fins do século XVIII estariam a trabalhar nesta região mais de 50.000 canteiros. 
No século XIX aparecem as chamadas serrações que não eram mais do que um aproveitamento das azenhas de moer trigo, localizadas à beira dos ribeiros. O papel principal destas serrações era facilitar o corte da pedra, por meio de lâminas de ferro. Embora o corte da pedra fosse facilitado e mais rápido, havia um problema, só trabalhavam durante o Inverno porque no Verão, período seco, eram obrigadas a parar. Mais tarde, este problema foi solucionado com a adoção das serrações a energia pobre resultante da queima de carvão.
Uma atividade não principal mas também importante desta área era a moagem de trigo que podia ser feita ou através de azenhas movidas a água ou por meio dos moinhos de vento bastante vulgares nesta freguesia, e bem integrados na região saloia, com características bastantes específicas nomeadamente na sua construção. Os moinhos e azenhas entraram em declínio durante a primeira metade do século XX devido sobretudo ao aparecimento da energia elétrica. O mesmo aconteceu com as serrações, que são substituídas por fábricas localizadas não à beira-rio, mas perto do local da exploração das jazidas.

## População
| População da freguesia de Montelavar | População da freguesia de Montelavar | População da freguesia de Montelavar | População da freguesia de Montelavar | População da freguesia de Montelavar | População da freguesia de Montelavar | População da freguesia de Montelavar | População da freguesia de Montelavar | População da freguesia de Montelavar | População da freguesia de Montelavar | População da freguesia de Montelavar | População da freguesia de Montelavar | População da freguesia de Montelavar | População da freguesia de Montelavar | População da freguesia de Montelavar |       |
| ------------------------------------ | ------------------------------------ | ------------------------------------ | ------------------------------------ | ------------------------------------ | ------------------------------------ | ------------------------------------ | ------------------------------------ | ------------------------------------ | ------------------------------------ | ------------------------------------ | ------------------------------------ | ------------------------------------ | ------------------------------------ | ------------------------------------ | ----- |
| 1864                                 | 1878                                 | 1890                                 | 1900                                 | 1911                                 | 1920                                 | 1930                                 | 1940                                 | 1950                                 | 1960                                 | 1970                                 | 1981                                 | 1991                                 | 2001                                 | 2011                                 | 2021  |
| 2 355                                | 2 674                                | 2 846                                | 3 068                                | 3 419                                | 2 976                                | 3 496                                | 4 145                                | 5 373                                | 6 279                                | 7 414                                | 8 482                                | 3 633                                | 3 645                                | 3 559                                | 4 034 |

Com lugares desta freguesia foi criada em 1988 a freguesia de Pêro Pinheiro

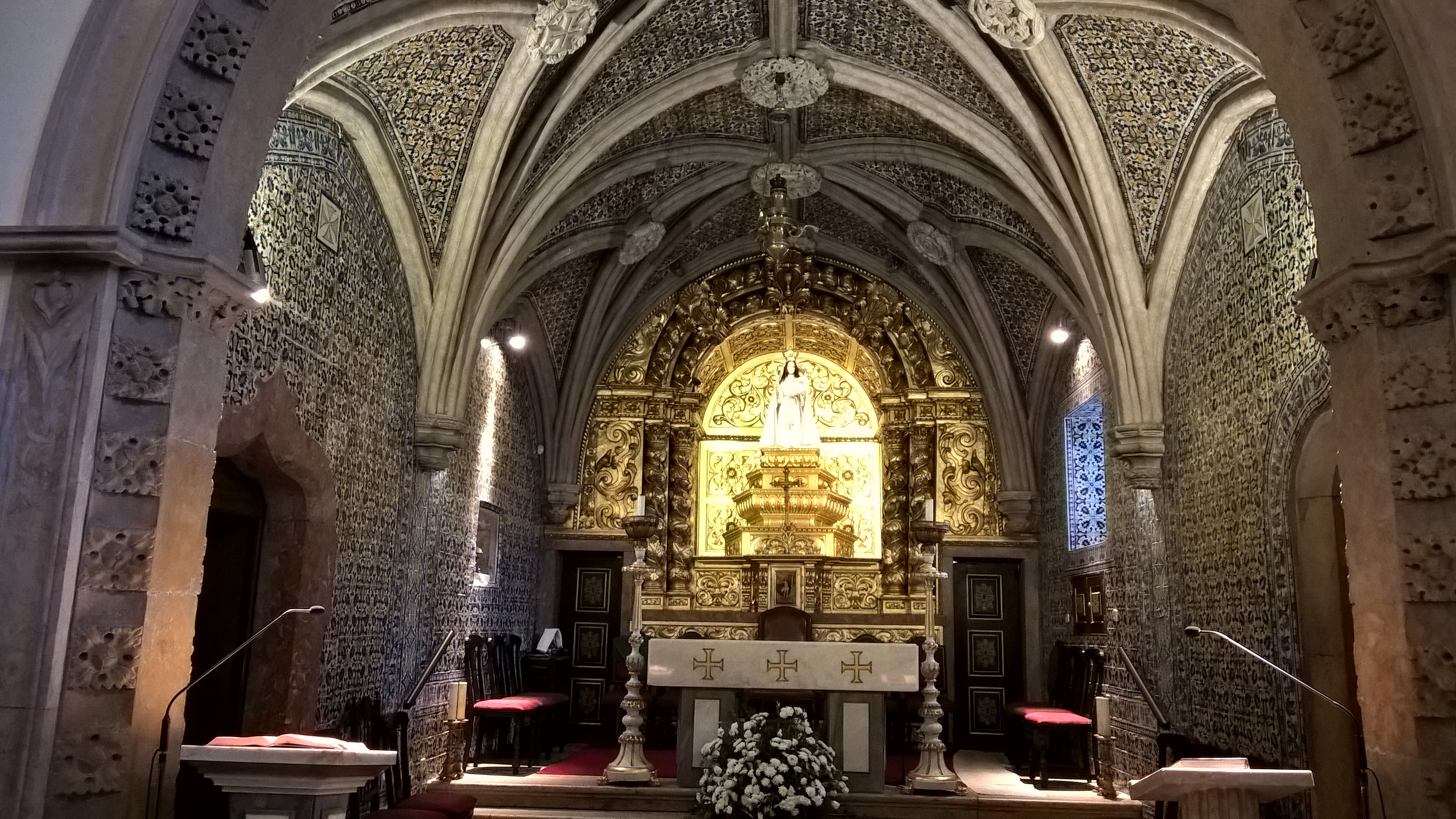
Capela de estilo manuelino da Igreja de Montelavar

Dentro da arquitetura salientamos as casas com traços tipicamente saloios. A maior parte das casas de primeiro andar foram construídas nos finais do século XIX, mostrando assim as condições financeiras dos seus habitantes, no auge da época próspera da transformação do mármore.
Nos seus primórdios, a igreja de Montelavar seria dedicada a Santa Maria, não se sabendo, ao certo, qual a data da sua fundação, embora já existisse em 1348. Datam do primeiro quartel do século XVI as obras da actual Igreja de Montelavar e que, também por essa altura, muito provavelmente em simultâneo com a criação da paróquia e freguesia, deve ter mudado a epifania para Nossa Senhora da Purificação.
Atualmente, a igreja matriz tem uma fachada lateral com um curioso alpendre, ostentando ainda um relógio de sol datado de 1813. No interior, de uma só nave, destaca-se a capela-mor de traça manuelina. O harmonioso conjunto inicia-se no arco triunfal, gótico, decorado a rosetas, prolongando-se pela capela, forrada a azulejos do século XVII e coberta por uma abóboda de dois tramos, assente em mísulas. Nas paredes da nave correm lambris de azulejos tipo tapete. Conserva um altar a Nossa Senhora da Piedade datado de 1789. Infelizmente, terá desaparecido uma pintura quinhentista que representava São Martinho, Santa Luzia e Santa Catarina, que muito enriqueceria o espólio desta igreja, que conta, ainda, com uma grande cruz processional e um crucifixo, datados do século XVIII.

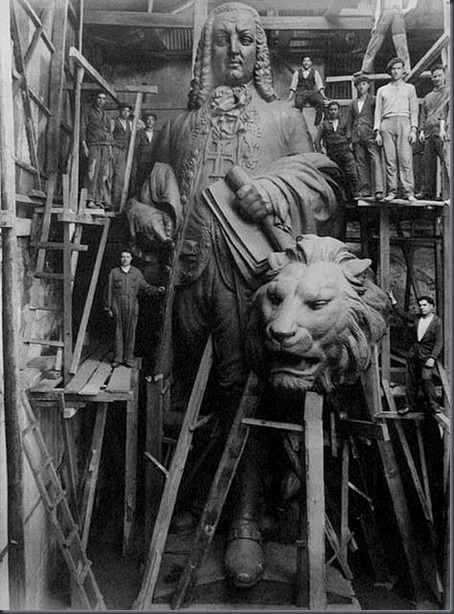
Estátua do Marquês de Pombal em construção na Fábrica Pardal Monteiro

Durante a Ditadura, em 19 de Maio de 1965, mais de 5 mil trabalhadores da indústria do Mármore e das Cantarias, em Pêro Pinheiro e Montelavar, na então Freguesia de Montelavar, e face às poucas condições de trabalho, mas sobretudo aos míseros aumentos salariais e ao não pagamento das horas extraordinárias, decidiram levar avante uma greve geral que durou cerca de 12 dias, e apesar das tentativas de abafamento, teve uma repercussão nacional.
A greve, manifestação de reivindicação que à época era totalmente proibida e reprimida, foi um ato disruptivo de coragem em pleno Estado Novo, que reage com dias sucessivos de verdadeira repressão, recolher obrigatório e pancadaria generalizada por parte da GNR e do Corpo de Intervenção, bem como da PIDE, tendo havido, segundo o Historiador José Adelino Maltez, algumas mortes e centenas feridos, para além de inúmeras prisões.
A reivindicação era no sentido de um aumento de 10 escudos, em detrimento dos 2 propostos pelos patrões, bem como, e tal como em 1958, ao pagamento de abonos em atraso, algo que foi conseguido, tendo esta região ficado conotada a movimentos de Resistência.

## Património
- Palácio da Fonte das Águas Livres
- Paço do Marquês de Montelavar

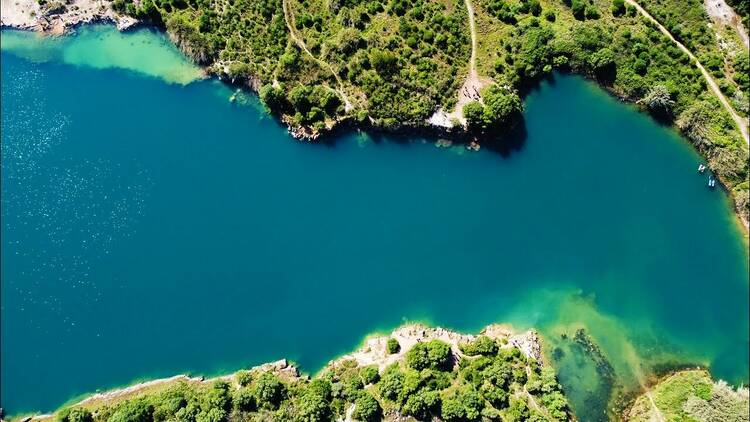
Lagoa da Pedra Furada

- Igreja de Nossa Senhora da Purificação de Montelavar
- Lagoa da Pedra Furada
- Cascatas do Mourão, Anços
- Capela do Divino Espirito Santo de Montelavar
- Villa Romana da Granja dos Serrões
- Ruinas Romanas da Cascata
- Aqueduto das Águas Livres, seus aferentes e correlacionados (concelho de Sintra: freguesias de Almargem do Bispo, Casal de Cambra, Belas, Agualva-Cacém e Queluz)

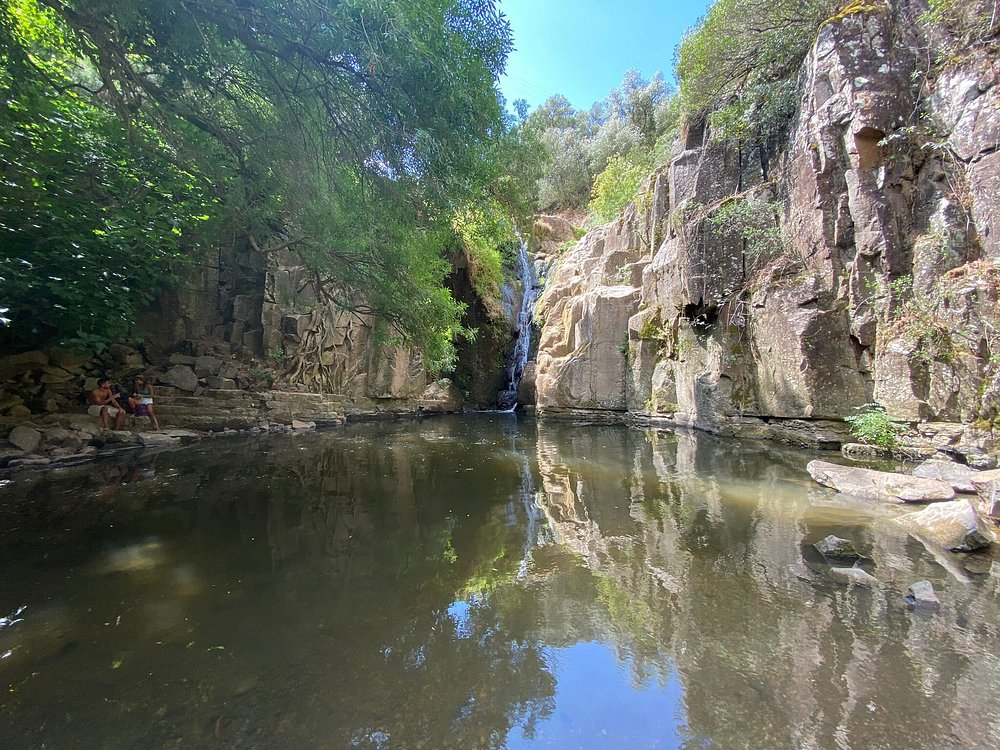
Cascatas do Mourão, Anços

- Fonte do Marquês de Montelavar
- Fonte das Águas Livres

## Localidades
- Anços
- Maceira
- Pedra Furada
- Granja dos Serrões
- Barreiros
- Casal da Feiteira
- Outeiro
- Rebanque.